# 多馬尼夫卡
多馬尼夫卡（烏克蘭語：Доманівка），是烏克蘭南部尼古拉耶夫州沃茲涅先斯克區多馬尼夫卡市鎮的市級鎮及其行政中心，也是原多馬尼夫卡區的区府。面積4.07平方公里，2011年人口6,288，人口密度每平方公里1,545人。